# Canthydrus xanthinus
Canthydrus xanthinus is een keversoort uit de familie diksprietwaterkevers (Noteridae). De wetenschappelijke naam van de soort werd in 1895 gepubliceerd door Maurice Auguste Régimbart.

De soort werd verzameld in "Haut-Sénégal" (Badoumbé en Kayes, tegenwoordig in het westen van Mali) en "Basso Ganana" in Somalië.